# Osmitopsis
Osmitopsis es un género de plantas pertenecientes a la familia Asteraceae. Comprende 12 especies descritas y de estas, solo 9 aceptadas. Es el único género de la subtribu Osmitopsidinae.

## Taxonomía
El género fue descrito por Alexandre Henri Gabriel de Cassini y publicado en Bull. Sci. Soc. Philom. Paris 1817: 154. 1817.

## Especies aceptadas
A continuación se brinda un listado de las especies del género Osmitopsis aceptadas hasta junio de 2012, ordenadas alfabéticamente. Para cada una se indica el nombre binomial seguido del autor, abreviado según las convenciones y usos:
- Osmitopsis afra (L.) K.Bremer
- Osmitopsis asteriscoides Less.
- Osmitopsis dentata (Thunb.) K.Bremer
- Osmitopsis glabra K.Bremer
- Osmitopsis nana Schltr.
- Osmitopsis osmitoides (Less.) K.Bremer
- Osmitopsis parvifolia (DC.) Hofmeyr
- Osmitopsis pinnatifida (DC.) K.Bremer
- Osmitopsis tenuis K.Bremer